# Kenner (Luisiana)
Kenner es una ciudad ubicada en la parroquia de Jefferson en el estado estadounidense de Luisiana. En el Censo de 2010 tenía una población de 66702 habitantes y una densidad poblacional de 1.715,66 personas por km².
Kenner tiene el Aeropuerto Internacional Louis Armstrong.
Kenner gestiona el Hispanic Resource Center ("Centro de Recursos para Hispanos"), que abrió en el 26 de junio de 2013.

## Geografía
Kenner se encuentra ubicada en las coordenadas 30°0′37″N 90°15′17″O / 30.01028, -90.25472. Según la Oficina del Censo de los Estados Unidos, Kenner tiene una superficie total de 38.88 km², de la cual 38.51 km² corresponden a tierra firme y (0.95%) 0.37 km² es agua.

## Demografía
Según el censo de 2010, había 66702 personas residiendo en Kenner. La densidad de población era de 1.715,66 hab./km². De los 66702 habitantes, Kenner estaba compuesto por el 61.62% blancos, el 23.98% eran afroamericanos, el 0.37% eran amerindios, el 3.69% eran asiáticos, el 0.04% eran isleños del Pacífico, el 7.72% eran de otras razas y el 2.59% pertenecían a dos o más razas. Del total de la población el 22.37% eran hispanos o latinos de cualquier raza.

## Educación
Las Escuelas Públicas de la Parroquia de Jefferson gestiona escuelas públicas.